# George Morais
George  Morais Ferreira, mais conhecido como doutor George (Caiapônia, 25 de setembro de 1962) é um médico e político brasileiro. Foi prefeito de Santa Bárbara de Goiás (1993–1997), deputado estadual por Goiás (1999–2001), prefeito de Trindade por dois mandatos (2001–2008) e presidente da Associação Goiana de Municípios (AGM) entre 2005 e 2006.